# Bröderna Östermans bravader
Bröderna Östermans bravader är en svensk komedifilm från 1955 i regi av Ragnar Frisk.

## Handling
Direktör Svensson hyr ett sommarställe i skärgården. För att minska kostnaden tar han med sig flera personer att dela den med. Under en fisketur får en av stugans ägare upp smuggelsprit i stället för fisk. 

## Om filmen
Filmen spelades in sommaren 1955 i AB Svensk Talfilms ateljéer i Täby, Kungsträdgården och Södra Blasieholmskajen i Stockholm, Stockholms skärgård och Jutholmen, Dalarö.
Den hade premiär den 12 oktober 1955 och är barntillåten. Filmen har även visats på TV4.

## Rollista
- John Elfström - Johan Österman
- Artur Rolén - August Österman, Johans bror
- Gösta Bernhard - Svensson, direktör från Stockholm
- Siv Ericks - fru Svensson
- Kerstin Wibom - fröken Andersson, Svenssons sekreterare
- Curt Löwgren - Elof Elofsson, notarie
- Stina Ståhle - fru Edman, pensionatsvärdinna
- Ragnar Lundqvist - Frippe, Svenssons springpojke
- Sven Holmberg - fjärdingsman
- Sven Melin - greven, pensionatsgäst
- Else-Marie Sundin - Eva Moberg, sommargäst
- Carl-Olof Alm - Roland, sommargäst
- Hans Lindgren - Edvard Olsson, sommargäst
- Mona Geijer-Falkner - telefonisten på Koön

### Ej krediterade
- Evert Granholm - direktör
- Gösta Krantz - Svenssons inköpschef
- Stig Johanson - smugglare
- Gunnar "Knas" Lindkvist - styrman på skärgårdsbåten Saxaren
- Gus Dahlström - skärgårdsbo
- Albin Erlandzon - Öström, skärgårdsbo
- Georg Skarstedt - skärgårdsbo
- Ingemar Holde - pensionatsgäst
- Anne-Marie Machnow - badflicka
- Olle Ekbladh - smugglare
- Christina Lundquist - sångerska

## Musik i filmen
- Gaiety Parade, musik Ronald Hanmer, instrumental
- In Full Swing, musik King Palmer, instrumental
- Ticker Tape, musik Cecil Milner, instrumental
- Melody for Lovers, musik Cecil Milner, instrumental
- Marionette March, musik Dolf van der Linden, instrumental
- Roundabout Scherzo, musik Ludo Philipp, instrumental
- Country Jollity, musik King Palmer, instrumental
- Dinner Conversation, musik Hal West, instrumental
- Autumn Breezes, musik Norman Demuth, instrumental
- Shimmering Silk, musik King Palmer, instrumental
- Seglarvalsen, musik Sven Rüno och Walter Larsson, instrumental
- Lido, musik Cecil Milner, instrumental
- Traveller's Joy, musik Wilfred Burns, instrumental
- Midsummer Gladness, musik Cecil Milner, instrumental
- Hurry, musik Ludo Philipp, instrumental
- Maypole Dance, musik Fela Sowande, instrumental
- Swing Doors, musik Allan Gray, instrumental
- Suite Frivolities, musik Roger Vuataz, instrumental
- Tre glada flickor, musik Sven Rüno och Dick Fryman, text Sigvard Wallbeck-Hallgren, sång Christina Lundquist, Else-Marie Sundin samt okänd
- Lingering Melody, musik Reginald King, instrumental
- Skyscape, musik Bernie Harris, instrumental
- Whipped Cream, musik Wilfred Burns, instrumental
- Skärgårdsvalsen, musik Sven Rüno, text Sven Rüno och Walter Larsson, sång Christina Lundquist, Else-Marie Sundin och okänd

## DVD
Filmen gavs ut på DVD 2005 tillsammans med komedin Kanske en gentleman.